# Solomon Mutai
Solomon Mutai (Uganda, 22 de octubre de 1992) es un atleta , especialista en la prueba de maratón, con la que ha logrado ser medallista de bronce mundial en 2015.

## Carrera deportiva
En el Mundial de Pekín 2015 gana la medalla de bronce en la prueba de maratón, con un tiempo de 2:13:29, tras el eritreo Ghirmay Ghebreslassie y el etíope Yemane Tsegay.